# 李望知
李望知（Brendan Li），原名薄望知，男，汉族，1977年生，薄熙来与前妻李丹宇所生的长子，薄瓜瓜同父异母之兄。薄李离婚后，随母親生活，隨母亲改姓为李。

## 生平
李望知本科毕业于北京大学法学院，之后成为一名律师。后又赴美国哥伦比亚大学深造，后取得哥伦比亚大学硕士学位。2001年毕业后从事私募基金投资行业，处理的业务多以大连市的公司为对象。曾在花旗集团任职，和才基金和老牛慈善基金创始合伙人，还是北京大学慈善、体育与法律研究中心研究委员会研究员。在2023-2024年期间，李望知在哈佛大学费正清中国研究中心做访问学者，主要研究经济和法律，研究课题包括中美关系，当代中国的政治挑战。他同时也是北京大学企业家训练营创始的主任和核心导师。
李望知成功参与过中国最大外资不良资产收购、处置交易、直接投资西环广场、大连雪龙等。